# Abell 315

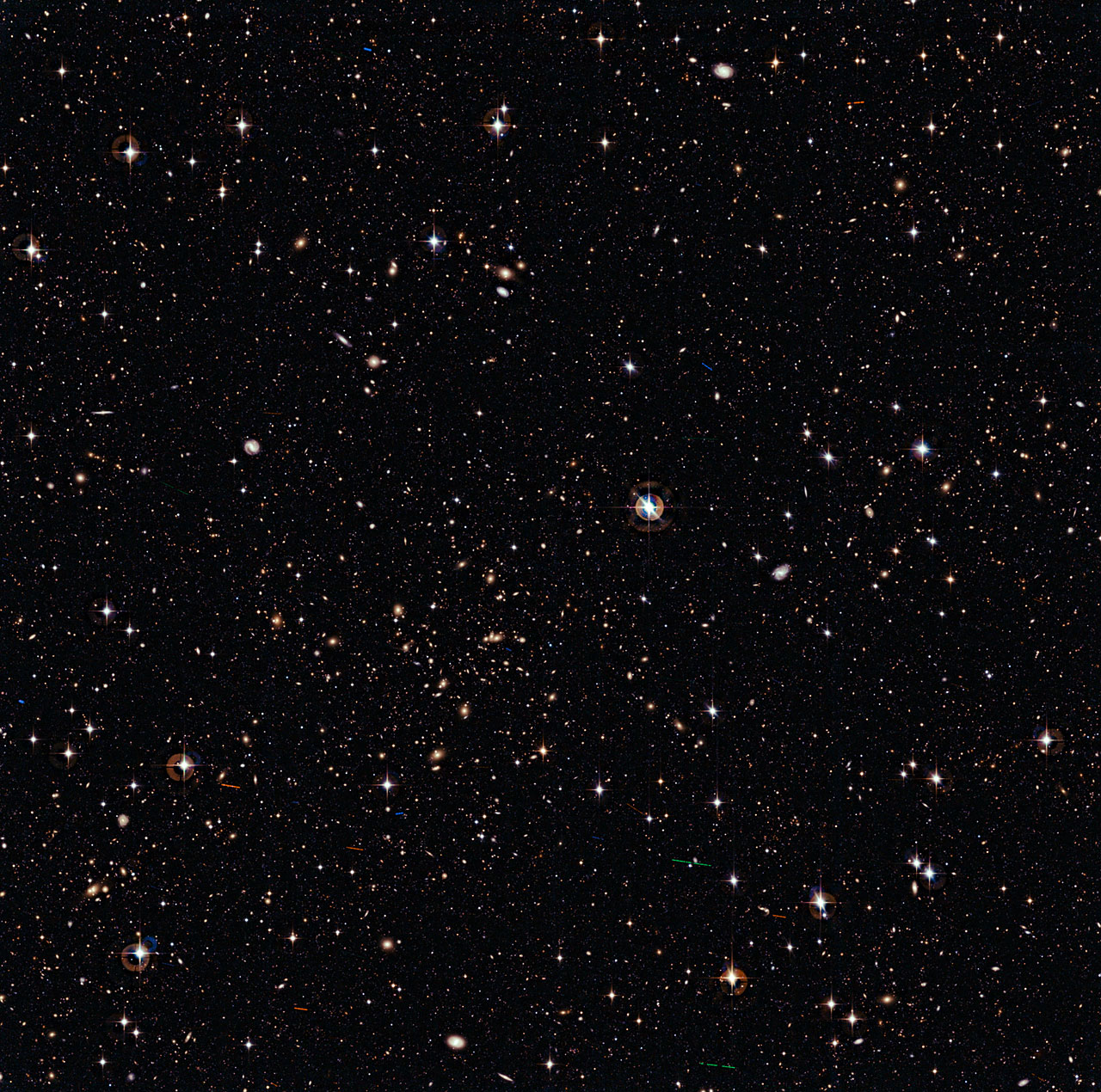
Zdjęcie gromady galaktyk Abell 315 (ESO)

Abell 315 – gromada galaktyk znajdująca się w konstelacji Wieloryba w odległości około 2 mld lat świetlnych od Ziemi.
Całkowita masa gromady Abell 315 wynosi około 100 bln mas Słońca. Została ona wyliczona na podstawie obserwacji i analiz odkształceń blisko 10 000 galaktyk znajdujących się za gromadą. Abell 315 podobnie jak inne gromady jest silnie zdominowana przez ciemną materię. Na całkowitą masę gromady składają się widoczne galaktyki (około 10%), gorący gaz międzygalaktyczny (10%) oraz niewidoczna ciemna materia (80%).
Gromada Abell 315 jest soczewką grawitacyjną.